# ريك ومورتي (الموسم الثاني)
الموسم الثاني من مسلسل الرسوم المتحركة الأمريكي، ريك ومورتي. عرض لأول مرة في الولايات المتحدة على قناة ادلت سويم في 26 يوليو، 2015، وإنتهى في 4 أكتوبر، 2015، واستمر لعشرة حلقات.

## الشخصيات

### شخصيات رئيسية
- ريك سانشيز (صوت؛ جستن رويلاند[1]) – عالم مدمن على الكحول، والد بيث وجد مورتي وسمر
- مورتي سميث (صوت؛ جستن رويلاند[1]) – حفيد ريك المراهق ذو الرابعة عشرة دائماً ما يشارك جدهُ ريك في مغامراته
- بيث سميث (صوت؛ سارة تشالك[1]) – ابنة ريك، زوجة جيري ووالدة كل من مورتي وسمر
- جيري سميث (صوت؛ كريس بارنيل[1]) – والد مورتي وسمر وزوج بيث
- سمر سميث (صوت؛ سبينسر غرامر[1]) – اخت مورتي الكبرى

## الحلقات
طالع أيضاً: قائمة حلقات ريك ومورتي
| التسلسل الإجمالي | تسلسل الموسم | عنوان الحلقة "بالإنجليزية"                | إخراج            | كتابة                                    | تاريخ العرض    | عدد المشاهدين (بالمليون) |
| ---------------- | ------------ | ----------------------------------------- | ---------------- | ---------------------------------------- | -------------- | ------------------------ |
| 12               | 1            | «A Rickle in Time»                        | ويس آرشر         | مات رولر                                 | 26 يوليو 2015  | 2.12                     |
| 13               | 2            | «Mortynight Run»                          | دومينيك بولتشينو | ديفيد فيليبس                             | 2 أغسطس 2015   | 2.19                     |
| 14               | 3            | «Auto Erotic Assimilation»                | برايان نيوتن     | رايان رايدلي                             | 9 أغسطس 2015   | 1.94                     |
| 15               | 4            | «Total Rickall»                           | خوان ميسا-ليون   | مايك مكماهان                             | 16 أغسطس 2015  | 1.96                     |
| 16               | 5            | «Get Schwifty»                            | ويس آرشر         | توم كوفمان                               | 23 أغسطس 2015  | 2.12                     |
| 17               | 6            | «The Ricks Must Be Crazy»                 | دومينيك بولتشينو | دان غاتيرمان                             | 30 أغسطس 2015  | 1.91                     |
| 18               | 7            | «Big Trouble In Little Sanchez»           | برايان نيوتن     | أليكس روبنس                              | 13 سبتمبر 2015 | 1.97                     |
| 19               | 8            | "Interdimensional Cable 2: Tempting Fate" | خوان ميسا-ليون   | دان غاتيرمان، رايان رايدلي وجستن رويلاند | 20 سبتمبر 2015 | 1.79                     |
| 20               | 9            | «Look Who's Purging Now»                  | دومينيك بولتشينو | دان هارمون، رايان رايدلي وجستن رويلاند   | 27 سبتمبر 2015 | 1.89                     |
| 21               | 10           | "The Wedding Squanchers"                  | ويس آرشر         | توم كوفمان                               | 4 أكتوبر 2015  | 1.84                     |

## الإصدار المنزلي
صدر الموسم الثاني من مسلسل ريك ومورتي على قرص مدمج (DVD، وBlu-ray) في 7 يونيو، 2016.

## وصلات خارجية
- ريك ومورتي 2 على موقع ميتاكريتيك (الإنجليزية)
- ريك ومورتي 2 على موقع روتن توميتوز (الإنجليزية)

- قائمة حلقات ريك ومورتي  على قاعدة بيانات الأفلام على الإنترنت